# Sac Tati
 (décembre 2022).
Le sac Tati ou sac Barbès est un sac plastique créé en 1962 par Jules Ouaki, fondateur de l'enseigne discount Tati.
Ce sac est de grande taille, en matière plastique (polyéthylène) à motif de vichy rose et blanc avec le logo « Tati », imperméable, léger, solide et muni de grandes anses. Il sera décliné en grand cabas à fermeture éclair, ou dans d'autres couleurs pour le motif vichy.
Le sac fut rapidement surnommé « sac Barbès » d'après le nom du quartier parisien d'un magasin Tati.
Pratique et solide, distribué gratuitement aux clients de Tati, ce sac devient populaire et un emblème de la mode de rue. Ce sac a servi d'inspiration à différents créateurs : une « collection Tati » (1991) du couturier Azzedine Alaïa, des meubles et objets de la designer Matali Crasset (1997).

## L'histoire du sac

### Aux origines
Le sac Tati ou sac Barbès est un sac plastique, assez grand et solide, en plastique avec des motifs vichy rose/ blanc et le logo de la marque au centre. Il est créé en 1962 par Jules Ouaki, le fondateur franco-tunisien de l'enseigne discount Tati.
Le nom « Tati » provient du prénom de la grand-mère de Jules Ouaki qui est Tita.
Le premier magasin Tati, aussi appelé « bazar de hard discount », est mis en place dans le quartier de Barbès c'est-à-dire dans le 18e arrondissement de Paris. En 1975, Jules Ouaki inaugure deux autres magasins dans Paris et ensuite à partir de 1980 un peu partout en France, jusqu'aux DOM TOM.
En ouvrant cette enseigne, Jules Ouaki invite le client à être indépendant et autonome en se servant seul dans les rayons sans être accompagné par un vendeur comme dans de nombreuses autres boutiques.  
L’Express a donné pour titre « Le prince de Rochechouart » à un article qui décrivait Jules Ouaki « comme une sorte de chef coutumier, régnant sur un véritable territoire ».

#### Le sac etl'immigration
Le cabas Barbès qui sert à la fois de sac de courses, de valise et de rangement est aujourd’hui un symbole mondial du quartier du 18e arrondissement mais aussi de l’immigration. Les pratiques de mobilité des populations d’origine immigrée, qui font circuler des marchandises de toute nature entre leurs pays d’origine et d’accueil, participent à la popularisation de cet objet. Le cabas Barbès est aujourd’hui présent partout dans le monde, en Afrique, comme en Russie ou en Chine. "Il arrive dans le hall avec un gros sac Tati qu’il a du mal à traîner ; puis, quand vient son tour, il entre dans le petit bureau que j’occupe et s’installe. Il vient pour remplir un dossier « retraite » et m’explique que, dans le sac, il y a tous les documents qu’il faut." .
Le quartier de Barbès et les cabas vichy représentent donc la rencontre entre la culture populaire et le métissage vestimentaire.  
Ce sac devient très rapidement un emblème de l'immigration et des classes populaires.

## Dérivés du sac

### Quand la mode s'inspire
Les motifs vichy ont inspiré plus d’un créateur. Ces derniers ont été adoptés par les classes populaires, autrement appelée la rue. Le terme « Popu-chic » a alors été utilisé pour qualifier la présence du sac Barbès associé au 18e arrondissement de Paris dans le monde de la mode. Au fur et à mesure de la popularité de son histoire, les premières inspirations sont apparues.
Azzedine Alaïa, un styliste franco-tunisien est le premier créateur qui a associé le luxe et la mode de la rue. En 1991, il tombe sur une série d’œuvres Tati paintings peinte par son ami Julian Schnabel. C’est alors que certains souvenirs refont surface. Alaïa se souvient de ces fameux sacs qu'il voyait lorsqu’il se rendait à l’aéroport avec sa famille pour rejoindre son pays natal, la Tunisie. Tous les passagers les avaient aux bras. Le styliste a alors l’idée de marier mode et classes populaires. De ce fait, il contacte l’enseigne et propose de réaliser une collection en utilisant le motif vichy qui est la signature de Tati. À partir de là est née la première collaboration entre le luxe et une enseigne populaire. Olivier Saillard, un historien de la mode française, a exposé cette collection quelques années après. Dans le célèbre magazine de mode Vogue, l’historien qualifie le travail du styliste de très sincère et fait avec le cœur. À travers ses créations, Alaïa se remémore ses voyages vers sa Tunisie natale.
Autrefois, les collaborations entre les créateurs inconnus, non sollicités, et les grandes maisons de luxe n’étaient pas associables. Depuis sa collection Tati, Azzedine Alaïa a ouvert les esprits.
Le début du XXIe siècle a été marqué par des collections qui ont su se démarquer. En 2007, Louis Vuitton, sous la direction de Marc Jacobs, a ouvert les portes de son défilé pour une collection printemps-été. La grande maison de luxe a proposé des sacs inspirés par les cabas Tati en cuir blanc, doré et argenté avec une fermeture à glissière pour le prix de 1 200 euros. Quelques années plus tard, Balenciaga a également été la victime du succès du motif vichy. En 2016-2017, la marque a à son tour réalisé une collection automne-hiver où elle a présenté les « Refugees Bag » qui sont des cabas XXL. Céline s’est également inspirée du célèbre imprimé pour sa collection automne-hiver 2013 ainsi que d’autres grands noms.
En 1985, le créateur Jean Paul Gaultier s'est inspiré des rues de Barbés pour sa nouvelle collection intitulée « Collection Barbès ». Ce dernier a porté un œil très observateur sur les passants et le style d’une femme africaine l’a séduit. Le créateur a alors conçu une collection consacrée aux princes et princesses africains en les associant au style baroque. Jean Paul Gaultier décrit ces éléments comme « le fuit d’un métissage éblouissant » 

### Décoration
La marque Tati a su faire bon usage de ses sacs en créant une nouvelle mode, qui a même été adoptée par plusieurs stars. Par la suite, elle donne naissance à de nouvelles décorations.
Sans aucun doute le sac Tati inspire la mode mais également le design grâce à ces fameux motifs qui le rendent unique. Ses couleurs fusionnent parfaitement avec le terme «migration» puisque la plupart des migrants maghrébins et subsahariens demeurent les fidèles acheteurs de ces sacs. Cela peut être décrit comme un cliché positif puisqu’il met en avant la vente du Sac Tati mais également l’arrivée des migrants dans notre pays.
Les cabas Barbès étaient également utilisés en tant que mobilier.
La mode et la décoration se sont adaptés au style de «la rue» afin de mettre en valeur les origines de la création du Sac Tati ou «cabas barbès». Comme son nom l’indique, il vient de Barbès, un quartier connu du 18e arrondissement de Paris, lieu où se rassemblent de nombreux migrants pour y vendre des contrefaçons.
Plusieurs créateurs et designers se sont inspirés de Tati pour créer de nouvelles décorations à leur façon.
C’est le cas par exemple du créateur de mode, Lamine Kouyaté, né le 28 décembre 1962. Il est d’origine malienne et il est à la tête de la marque « Xuly Bët » qui est une ligne de vêtement. Mis à part sa marque de vêtements, il a aussi créé de nombreux objets du quotidien, comme des trousses, des doudounes, mais également des costumes. Un totem fait aussi partie de ces créations de décoration. Il est important de préciser que tous ces objets sont créés à partir de machines à coudre et de plusieurs sacs Tati
Lamine Kouyaté fait preuve d’énormément d’originalité dans ses créations.
Un autre créateur se démarque, Edra, d’origine italienne, en 1998, dans le salon « Who’s next », qui est un salon où se retrouvent les jeunes avec à disposition des bars, restaurants… D’après Edra, le mobilier ainsi que la décoration n’étaient pas au top. C’est pourquoi il décide de se lancer dans la création de colonne de poufs en utilisant les sacs « Barbè s». Cette collection de poufs prendra le nom de collection « Digestion ». Son projet sera même présenté dans sa globalité au salon du meuble de Milan en avril 2000.
L’année précédente, en 1997, Matali Crasset, une designer d’origine française née le 28 juillet 1965, avait imaginé pour ce bar des poufs ainsi que des canapés tout en utilisant des Sacs Tati qu’elle garnira ensuite de mousse. C’est donc grâce à cela que l’édition «Digestion» vit son jour arriver l’année suivante.

## Développement
C’est en 1962 que sort le cabas Tati. Il incarnera la plus grosse réussite du magasin.
Le magasin Tati passe de 50 m2 en termes de superficie  à 3 000 m2 vers la fin des années 1970.
Par la suite, Tati, désormais géré par le fils Ouaki, diversifie ses services (mariage, optiques, sucreries).
Cependant, la concurrence ne tarde pas à arriver sur le marché avec des géants comme Kiabi, H&M, Uniqlo ou Primark.